# Adi Gross

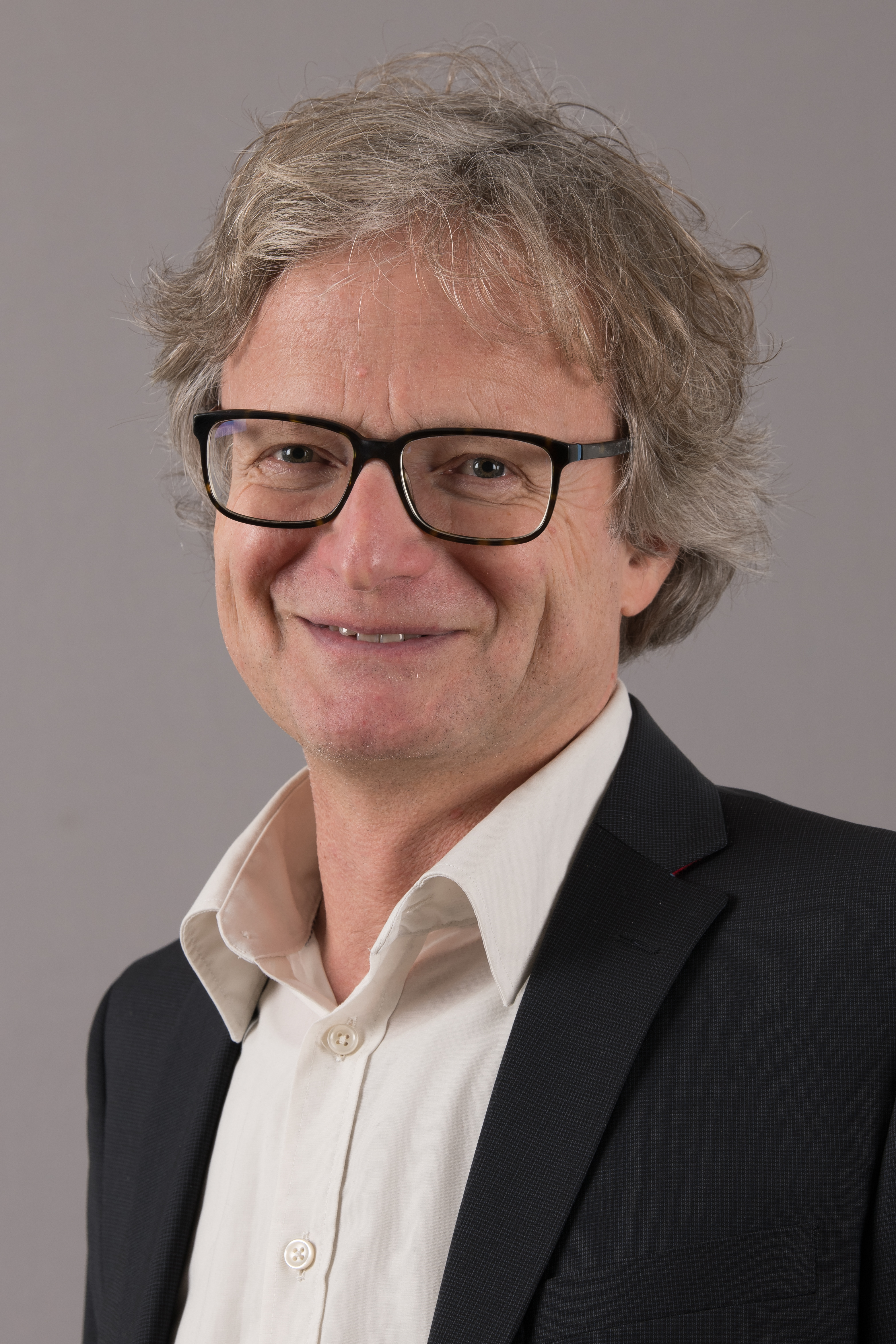
Adi Gross (2017)

Adi Gross (* 13. Dezember 1961 in Dornbirn; eigentlich Adolf Groß) ist ein österreichischer Politiker (GRÜNE) und Energie- und Klimaschutzexperte. Gross war von 2014 bis 2019 Abgeordneter zum Vorarlberger Landtag und in der 30. Legislaturperiode des Landtags Klubobmann der Vorarlberger Grünen. Von 2019 bis November 2024 war er aus dem Bundesland Vorarlberg entsandtes Mitglied des österreichischen Bundesrats.

## Berufliche und politische Karriere
Gross studierte an der Technischen Universität Graz Elektrotechnik mit dem Schwerpunkt Energiewirtschaft und war während dieser Zeit in der Österreichischen Hochschülerschaft aktiv. Im Rahmen einer vierjährigen Forschungstätigkeit verfasste Gross seine Dissertation zur Erlangung des Doktorats der Technischen Wissenschaften. 1996 trat er in den Landesdienst beim Land Vorarlberg ein, 2001 übernahm er die Geschäftsleitung des Vorarlberger Energieinstituts. Von 2011 bis Ende April 2014 leitete er den Fachbereich Energie, Klimaschutz und klimaschutzrelevante Ressourcen im Amt der Vorarlberger Landesregierung. Nach dem Ausscheiden aus dem Landtag ist er seit November 2019 wieder als Mitarbeiter im Fachbereich Energie und Klimaschutz beim Amt der Vorarlberger Landesregierung tätig.
Nachdem Adi Gross im April 2014 angekündigt hatte, als Quereinsteiger für Die Grünen in Vorarlberg bei der Landtagswahl am 21. September 2014 kandidieren zu wollen, legte er seine berufliche Tätigkeit beim Land Vorarlberg nieder. Gross kandidierte in der Folge auf Platz drei der Grünen Landesliste sowie auf Platz drei im Wahlbezirk Bregenz, wo er schließlich nach der Wahl eines der beiden Grundmandate annahm. Durch die starken Zugewinne der Grünen und die darauf folgende Regierungskoalition mit der Vorarlberger Volkspartei wurden der bisherige Klubobmann Johannes Rauch und seine Stellvertreterin Katharina Wiesflecker in die Vorarlberger Landesregierung gewählt. In weiterer Folge wurde Adi Gross von den Grünen Abgeordneten zum neuen Klubobmann der Grünen im Vorarlberger Landtag bestimmt und zog als solcher am 15. Oktober 2014 mit der Angelobung des 30. Vorarlberger Landtags erstmals in diesen ein.
Am 23. April 2019 erklärte Adi Gross im Vorfeld der Landtagswahl 2019, bei dieser Wahl nicht mehr kandidieren zu wollen und daher mit Ablauf der Legislaturperiode aus gesundheitlichen Gründen als Landtagsabgeordneter und Klubobmann aus dem Landtags auszuscheiden. Er wurde von den Grünen als Mitglied des österreichischen Bundesrats nominiert und vertritt als solches das Bundesland Vorarlberg in Wien. Seit 6. November 2019 ist Gross Mitglied des Bundesrates und gehört dort der am 20. Dezember 2019 wiedergegründeten Grünen Bundesratsfraktion an.

## Kontroversen
Zu einer kurzen Kontroverse führte Gross’ Rückkehr in den Vorarlberger Landesdienst: Nach seiner Tätigkeit als Landtagsabgeordneter stand ihm ein Rückkehrrecht in den Dienst des Amts der Vorarlberger Landesregierung zu. Er trat daher am 1. November 2019 eine extra für ihn geschaffene Stelle im Bereich Energie und Klimaschutz an, bezog aber zunächst kein Büro bei der zuständigen Abteilung VIa im Landhaus Bregenz, sondern vielmehr ein eigenes Büro am Energieinstitut in Dornbirn. Nachdem ein interner Foliensatz bekannt wurde, in dem angekündigt wurde, Gross sei zwar dem Energieinstitut dienstzugeteilt, würde aber nur für seinen Parteikollegen Landesrat Rauch arbeiten, dem er direkt unterstellt sei, kamen Vorwürfe auf, es handle sich dabei um eine Art Postenschacher. Von Medien auf die Diskussion angesprochen bestritt Adi Gross den Sachverhalt. Landeshauptmann Markus Wallner entschied schließlich als oberster Personalverantwortlicher des Landes, dass Gross im Fachbereich Energie und Klimaschutz und nicht mit Unterstellung unter das Energieinstitut oder Landesrat Rauch zugeteilt werde.
Für eine weitere Kontroverse sorgte im Juli 2020 das Bekanntwerden der Tatsache, dass Adi Gross in seiner Halbtagstätigkeit als Landesbediensteter für den Sommer 2020 sechs Wochen ununterbrochenen Zeitausgleich zum Abbau von 160 Überstunden angemeldet und genehmigt bekommen hatte. Diese lange unterbrechungsfreie Freistellung und das vergleichsweise hohe Ausmaß an Überstunden rechtfertigte Gross gegenüber der Wirtschaftspresseagentur mit den Worten „Das sind völlig berechtigte Ansprüche. Ich habe diese Zeiten angesammelt und das gute Recht, mich jetzt zu erholen“. Er habe auch während der Ausgangsbeschränkungen im Zuge der Corona-Krise im Homeoffice deutlich mehr gearbeitet als sonst, weshalb das Ansammeln von Überstunden nicht ungewöhnlich sei.
Bei der Landtagswahl in Vorarlberg 2024 am 13. Oktober 2024 wanderte eines der drei Vorarlberger Mandate von den Grünen zur FPÖ, Adi Gross schied mit 5. November 2024 aus dem Bundesrat aus. Sein Sitz ging an Sandra Jäckel (FPÖ).

## Privatleben
Adi Gross ist verheiratet, hat drei Kinder und wohnt in Lauterach.